# Otto Seydel
Otto Seydel (* 1945 in Potsdam) ist ein deutscher Pädagoge und Schulreformer.

## Biografie
Otto Seydel ist Sohn von Liselotte Seydel, geb. Schrecker, und dem Juristen Joachim Seydel. Karl Theodor Seydel, Oberbürgermeister von Berlin 1862 bis 1872, war sein Urgroßvater. Ab 1965, nach dem Abitur an der Tellkampfschule Hannover, studierte er an der Universität Göttingen und der Universität Marburg evangelische Theologie und Pädagogik, u. a. bei dem Theologen Manfred Josuttis und den Pädagogen Hartmut von Hentig und Dieter Baacke.
Nach Abschluss des Vikariats an der Mariengemeinde in Göttingen im Jahr 1972 wechselte Seydel als wissenschaftlicher Assistent im Fachbereich Pädagogik an die neu gegründete Universität Bielefeld und promovierte bei Dieter Baacke zum Thema „Konflikt. Studie über einen Grundbegriff politischer Bildung und sozialen Lernens“.
Von 1976 bis 2001 arbeitete er als Lehrer und Erzieher an der Internatsschule Schloss Salem. 1986 baute er von Salem aus die Pädagogische Arbeitsstelle der Deutschen Landerziehungsheime auf, die erste gemeinsame Lehrerfortbildungseinrichtung der 21 Internatsschulen in reformpädagogischer Tradition (u. a. Hermann-Lietz-Schulen, Birklehof, Schondorf u. a.). Im Rahmen dieser Arbeitsstelle gründete er, mit Unterstützung der Robert Bosch Stiftung, den Schulverbund Blick über den Zaun. 1992 übernahm er die Aufgabe der Stufenleitung der Salemer Unterstufe, Burg Hohenfels, 1997 die Stufenleitung der Salemer Oberstufe, Schloss Spetzgart. 2001 gründete er das selbstständige Institut für Schulentwicklung.

## Wirken
1981 initiierte Seydel die Reform des Salemer Mittelstufenunterrichts (Bildung von Jahrgangsteams, Epochen- und Projektunterricht u. a.), 1989 gründete er von der Pädagogischen Arbeitsstelle aus – mit Unterstützung der Robert Bosch Stiftung – den Schulverbund Blick über den Zaun, in dem inzwischen ca. 120 Schulen auf der Basis gemeinsamer Qualitätsstandards zusammengeschlossen sind.
2002/2003 moderierte er gemeinsam mit Wolfgang Harder der „Runden Tisch Bildung“ der Stadt Bremen, der den Anstoß zu tiefgreifenden Veränderungen der Bremer Schullandschaft gab. Im Rahmen seines Instituts für Schulentwicklung initiierte und leitete er 2003 bis 2008 ein umfangreiches Schulentwicklungsprojekt der Robert Bosch Stiftung „Lehrer im Team“.
Ab 2004 entwickelte und realisierte Seydel das Konzept für die Bremer Schulinspektion. Bremen war das einzige Bundesland, das auf der Basis dieses Konzepts die Schulinspektion extern vergaben hat und ausschließlich qualitativ orientierte, also nicht in ein Schulranking mündete.
Ab 2005 war er maßgeblich bei der Konzeptentwicklung des Deutschen Schulpreises beteiligt und von 2006 bis 2011 Mitglied der Jury. In dieser Zeit schuf er mit seinem Institut auch das Fundament der Akademie des Deutschen Schulpreises.
In diese Jahre fielen darüber hinaus eine Reihe von Begleitungen einzelner Schulen, u. a. als „Koordinator der Leiterkonferenz“ der Hermann-Lietz-Schulen. Seit 2011 ist der Arbeitsschwerpunkt im Rahmen verschiedener Projekte der Montag Stiftung Jugend und Gesellschaft und der Montag Stiftung Urbane Räume das Thema Schulbau. Für die beiden Montag Stiftungen ist er u. a. Mitglied des Kompetenzteams, Mitglied des Fachbeirates „Lernräume aktuell“ und des Beirates „Schulkunst“. Für das Thema hatte er bereits 2003/2004 im Rahmen eines Projekts der Wüstenrot Stiftung eine richtungsweisende Studie erstellt. Er berät verschiedene Kommunen bei aktuellen Schulbauprojekten (u. a. Stuttgart, München, Kreis Darmstadt u. a.). 2012/13 leitete er gemeinsam mit Jochem Schneider die „Kommission zur Revision der Baden Württembergischen Schulbaurichtlinien“.